# 劉懿
劉 懿（りゅう い、生没年不詳）は、後漢の皇族。

## 生涯
献帝の子。生母は不詳。建安17年9月21日（212年11月2日）、兄弟の劉熙・劉邈・劉敦と同時に献帝より山陽王に封じられた。
漢に代わって魏が成立した黄初元年11月1日（220年12月13日）、他の兄弟3人と共に文帝より列侯に封じられた。その後の劉懿は史書の中には名が見られず、没年も不詳である。